# Glenn Meade
Glenn Meade (* 1957 in Dublin) ist ein irischer Schriftsteller.

## Leben
Der irische Journalist und Experte im Bereich des Piloten-Training (Ausbilder am Flugsimulator bei Aer Lingus in Dublin) ist zum Bestseller-Autor für internationale politische Thriller mit wahrem Hintergrund im Stil von Frederick Forsyth, John le Carré oder Tom Clancy avanciert. Seine Bücher wurden in über 20 Sprachen übersetzt. Meade arbeitete als Autor und Produzent am Strand Theatre in Dublin und als Journalist für The Irish Times und Irish Independent.
Meade war einer der irischen Delegierten der European Writers Conference in Istanbul 2010.

## Werke
- 1998: Operation Schneewolf, Bastei-Lübbe, Bergisch Gladbach, ISBN 3-404-13967-4 (engl. Originaltitel: Snow Wolf)
- 1999: Unternehmen Brandenburg, Bastei-Lübbe, Bergisch Gladbach, ISBN 3-404-14190-3 (engl. Originaltitel: Brandenburg)
- 2000: Mission Sphinx, Bastei-Lübbe, Bergisch Gladbach, ISBN 3-404-14320-5 (engl. Originaltitel: The Sands of Sakkara)
- 2003: Die Achse des Bösen, Bastei-Lübbe, Bergisch Gladbach, ISBN 3-404-14926-2 (engl. Originaltitel: Resurrection Day)
- 2004: Projekt Wintermond, Bastei-Lübbe, Bergisch Gladbach, ISBN 3-404-15233-6 (engl. Originaltitel: Web of Deceit)
- 2007: Der Jünger des Teufels, Bastei-Lübbe, Bergisch Gladbach, ISBN 3-7857-2277-X (engl. Originaltitel: The Devil's Disciple)
- 2009: Der zweite Messias, Bastei-Lübbe, Bergisch Gladbach, ISBN 978-3-404-16432-5 (engl. Originaltitel: Second Messiah)
- 2011: Operation Romanow, Bastei-Lübbe, Bergisch Gladbach, ISBN 978-3-404-16602-2 (engl. Originaltitel: The Romanov Conspiracy)
- 2015: Die letzte Zeugin, Bastei-Lübbe, Bergisch Gladbach, ISBN 978-3-404-17190-3 (engl. Originaltitel: The Last Witness)
- 2019: Operation Babylon,  Bastei-Lübbe, Bergisch Gladbach, ISBN 978-3404177967 (engl. Originaltitel: Unquiet Ghosts)

## Hörbücher (Auszug)
- 2012: Operation Romanow, Lübbe Audio Köln, ungekürzt 6 CDs 1052 Min., gelesen von Detlef Bierstedt, ISBN 978-3-7857-4539-7
- 2012: Operation Wintermond, Audible GmbH, MP3-Download, ungekürzt 717 Min., gelesen von Detlef Bierstedt
- 2013: Mission Sphinx, Audible GmbH, MP3-Download, ungekürzt 1272 Min., gelesen von Detlef Bierstedt
- 2015: Die letzte Zeugin, Audible GmbH, MP3-Download, ungekürzt 853 Min., gelesen von Detlef Bierstedt